# Цзин Хао
Цзин Ха́о (кит. трад. 荊浩, упр. 荆浩, пиньинь Jīng Hào; ок.855—915) — китайский художник и теоретик живописи из государства Поздняя Лян эпохи Пяти династий и десяти царств. Работал в основном в конце IX века.

## Биография
Все старые китайские письменные источники сообщают, что Цзин Хао принадлежал к первым настоящим мастерам пейзажа. Он происходил из Цзиньшуя, провинция Хэнань. Цзин Хао родился во времена правления династии Тан, и, подобно Гуань Сю, застал политическую чехарду периода Пяти династий. В источниках он упоминается одновременно и как крупный учёный, и как теоретик живописи. Его трактат об искусстве пейзажа хранился в сунской правительственной сокровищнице (Шэньгэ). 

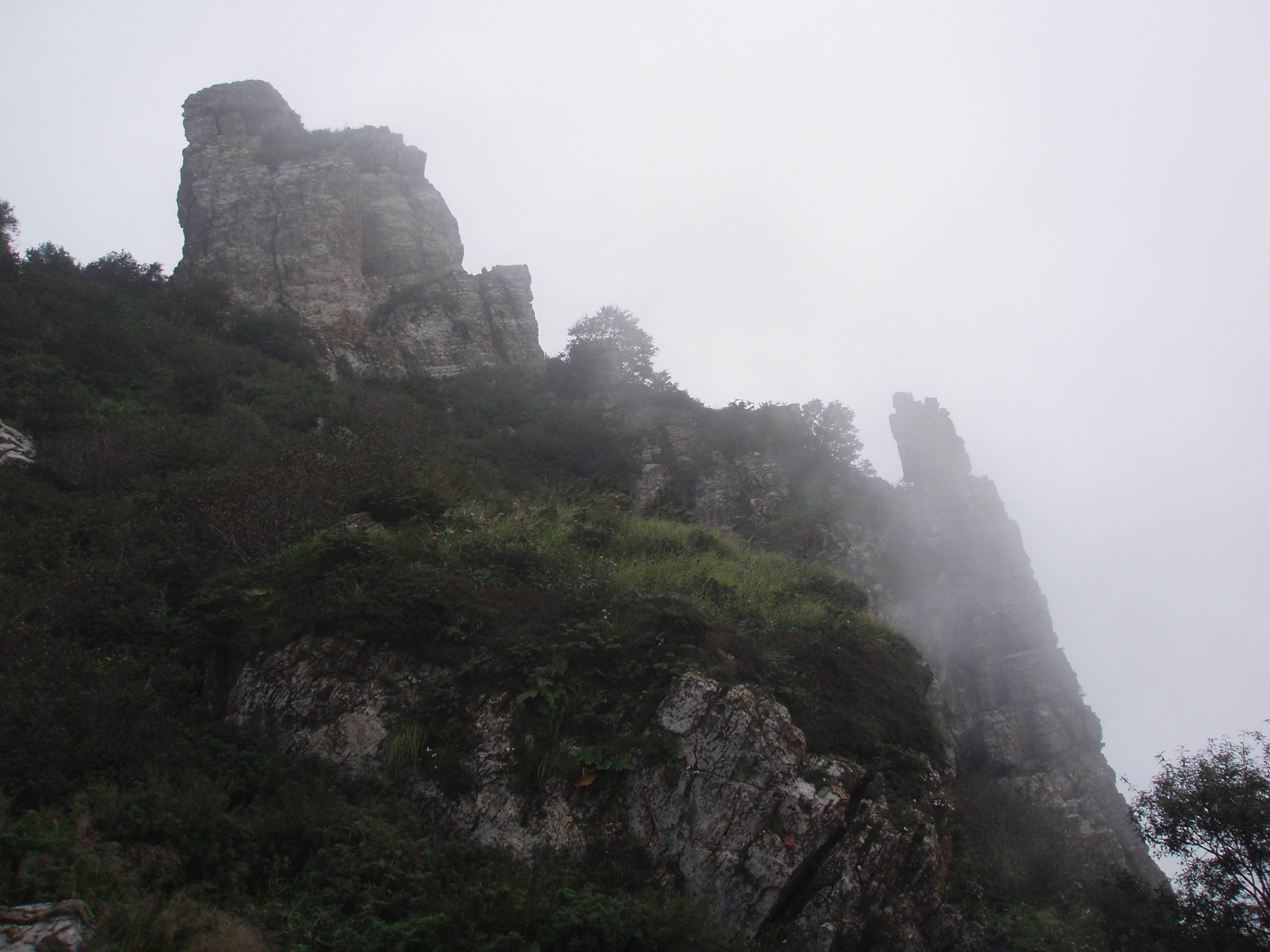
Горы Тайхан, где Цзин Хао провел часть своей карьеры в уединении как фермер

Как сообщает Го Жосюй, к концу X века живопись Цзин Хао казалась уже примитивной, и была превзойдена его учениками, такими, например, как Гуань Тун. Поэтому Го Жосюй отводит Гуань Туну место среди великих мастеров, а Цзин Хао рассматривает просто как предшественника великого мастера. Живший семь столетий спустя крупный минский художник, теоретик и критик Дун Цичан (1555—1636) причислял Цзин Хао и его ученика Гуань Туна к создателям так называемой «южной школы» живописи, наряду с Дун Юанем и Цзюйжанем, жившими примерно в то же время.
Свою карьеру художник начал при танском дворе, однако после крушения империи Тан наступила полоса политической нестабильности, и художник поселился в горах Тайхан, где создал ряд горных монохромных пейзажей. Несмотря на отшельничество Цзин Хао оставался известным мастером и имел учеников. В 907 году он вновь вернулся к государственной службе, заняв пост в администрации государства Поздняя Лян (907—923). Для его творчества характерен мотив огромных скал, горные потоки, чувство величия природных стихий. Согласно Го Жосюю, Цзин Хао говорил о себе так: «В картинах гор и вод У Даоцзы есть кисть, но нет туши, у Сянжуна есть тушь, но нет кисти. Я должен усвоить таланты обоих сыновей и создать свой собственный стиль». Это ему, судя по всему, удалось. В период отшельничества в горах к Цзин Хао присоединился Гуань Тун, который стал лучшим из его учеников, развив далее манеру учителя.

## Творчество
Сегодня Цзин Хао приписывают авторство всего двух свитков, и оба вызывают у исследователей сомнения. Тем не менее на обоих стоит имя Цзин Хао, и оба свитка в известной мере отражают развитие китайского раннего монохромного пейзажа. Один из них, ныне хранящийся в музее Нельсона-Аткинса (Канзас-сити), по сообщениям, был извлечен из гробницы, и выглядит, на первый взгляд, слишком примитивно и странно, чтобы быть работой прославленного Цзин Хао. Он имеет серьёзные повреждения на большей части поверхности, и был когда-то грубо отретуширован. Тем не менее подпись-печать на нём очень напоминает подобную же старинную подпись на подлинниках Гуань Сю из Императорской коллекции в Токио, которые были созданы в то же самое время. Кроме того, сам примитивный характер живописи перекликается с изображением архатов Гуань Сю из Токио. На основании этого исследователи относят пейзаж Цзин Хао примерно к тому же времени, когда было создано произведение Гуань Сю, то есть к позднетанскому периоду.

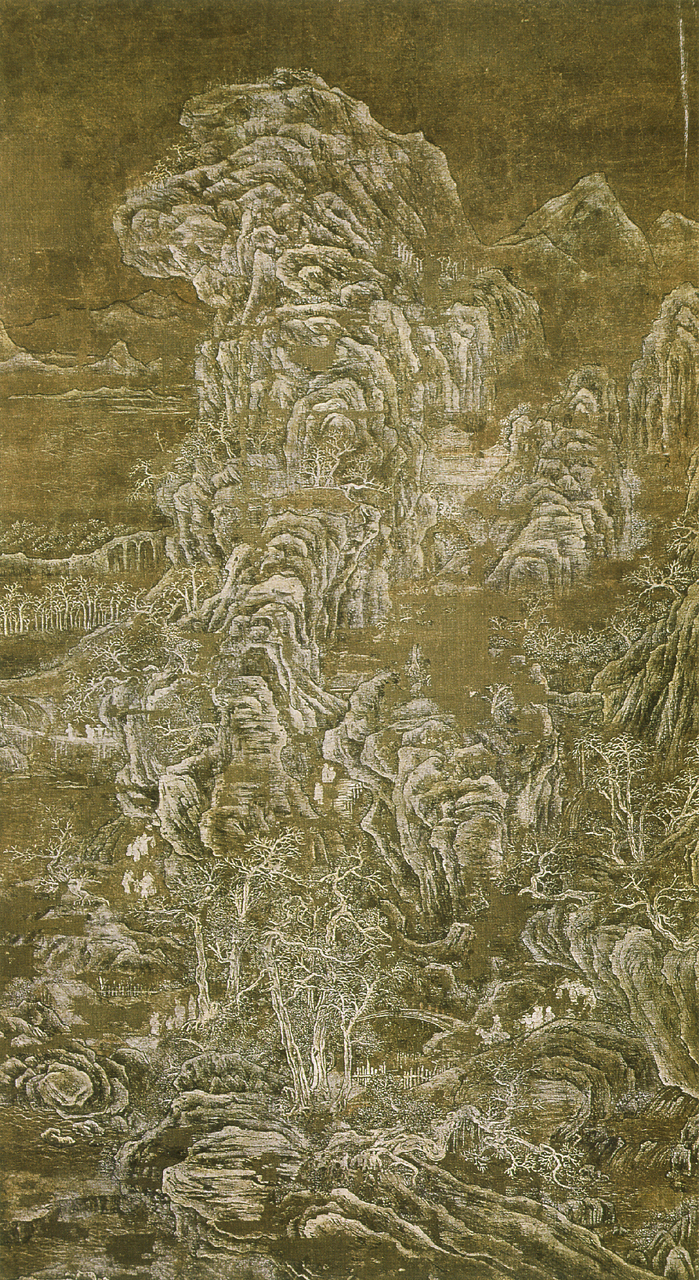
Цзин Хао. Путники среди покрытых снегом гор. Музей Нельсона-Аткинса, Канзас-сити.

Другой свиток, «Гора Куан Лу», ушёл слишком далеко от предыдущей работы и выглядит как законченный монументальный пейзаж, который не кажется сырым и незрелым в сравнении с развитым сунским пейзажем. Это великолепный, убедительно переданный вид отвесной гряды величественных скал, громоздящихся ряд за рядом над глубокой речной долиной. Водопады низвергаются с высоких вершин, старые сосны сурово растут из скал. Такой пейзаж служил одновременно двум целям: был иконой, передающей идею грандиозности вселенной, и в то же время позволял «совершить путешествие», не выходя из дома, но разглядывая пейзаж в уютной обстановке. Имя Цзин Хао содержится в надписи, сделанной в верхнем правом углу свитка юаньским императором, который для её сочинения специально пригласил двух учёных; другая, более поздняя надпись сделана императором Цяньлунем (XVIII век). Эти императорские надписи были данью уважения к знаменитому мастеру прошлого.

## Трактаты о живописи
Как теоретик живописи, Цзин Хао написал трактаты «Бифа цзы» («Записки о приемах письма кистью») и «Хуа шаньшуй фу» («Гимн пейзажной живописи»). Трактат о приемах письма кистью первый; это первое сочинение о пейзажной живописи с четко разработанной терминологией, системой понятий и четко сформулированными эстетическими законами. Законы, которые ранее Се Хэ изложил для жанровой живописи, Цзин Хао переформулировал для пейзажа. При этом в отличие от Се Хэ он конкретизирует философскую отвлеченность законов, делает их более простыми и понятными. Например, категория «и» (прообраз, идея) у него заменяется на «сы» (замысел). Цзин Хао различает подобие — сы и истинность — чжэнь. Художник должен передать дух объекта (ци), если это не удается, получается сы (подобие), если удается чжэнь (истинность).
Он высказал соображения о принципах оценки, критики и классификации произведений пейзажной живописи, выделив четыре ранга произведений:
- шэнь — божественные
- мяо — блестящие
- ци — оригинальные
- гун — ремесленные